# Katia Iaros
Luisa Ismenia Fernández Blanco (Flores, Buenos Aires, Argentina; 27 de enero de 1942), conocida simplemente como Katia Iaros, es una ex vedette, bailarina y actriz argentina de cine, teatro y televisión.

## Carrera
Katia Iaros se lanzó a la fama debido a su gran belleza y físico artísticamente acorde a su talento. Se desempeñó mayormente en teatro, debutando bajo la dirección de Carlos A. Petit, pero incursionó tanto en cine como en la pantalla chica.

### Filmografía
En 1977 trabajó en el film La Obertura de Julio Saraceni, protagonizado por Enzo Viena, Ethel Rojo, Amelita Vargas y Antonio Grimau, entre muchos otros.
En 1980 tuvo la oportunidad de actuar en el film Toto Paniagua, el rey de la chatarra, junto a Ricardo Espalter, Marzenka Novak y Enrique Liporace, en el papel de la secretaria.

### Televisión

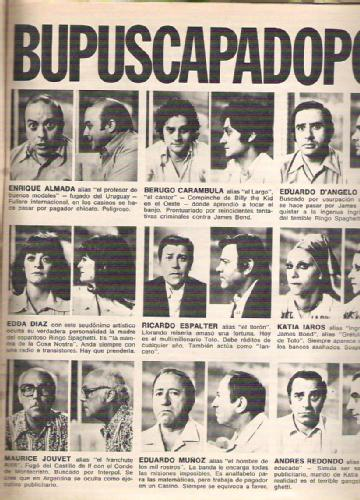
Foto promocional de Hupumorpo (1974). Katia Iaros está en la segunda fila a la derecha.

- 1970: El circo de Marrone, con José Marrone, Juanita Martínez, Moria Casán, Mariquita Gallegos y Carlos Scazziotta.
- 1972: La cola del PRODE, con Marianito Bauzá, Carlos Moreno, Don Pelele, Pedro Quartucci y Henny Trayles.
- 1974: Humor redondo: Cuatro bodas cuatro.
- 1974: Revisterama, con María Concepción César, Julia Sandoval, Vicente Rubino, Mariquita Gallegos, Tino Pascali, Julia Alson y Julio López.
- 1974: Hupumorpo, junto con grandes estrellas de aquel momento como Ricardo Espalter, Enrique Almada y Berugo Carámbula.[2] Representó el personaje de Grétula, la asistente del profesor de Toto Paniagua.[3]
- 1981: Comicolor, junto a Gabriela Acher, Enrique Almada, Eduardo D'Angelo, Ricardo Espalter y Henny Trayles.
- 1982 hasta 1983: Los Rapicómicos, emitido por ATC, y conformado por Enrique Almada, Berugo Carámbula, María Esther Lovero y Ricardo Espalter.[4]
- 1988: Las locuras de Galán, junto Roberto Galán, Ámbar La Fox, Inés Miguens y Guillermo Brizuela Méndez.

En el 2005 participó en un homenaje a las vedettes revisteríles en el programa Afectos Especiales conducido por Víctor Laplace, y emitido por Canal 7.

### Teatro
Fue una importante primera figura y vedette en los años '70 y '80, participando en numerosas obras revisteriles en teatros como el Teatro Maipo , el Teatro Cómico y el Teatro Nacional. Algunos de ellos fueron:
- 1969: El Maipo en luna nueva - T. Maipo con Don Pelele, Jorge Porcel, las hermanas Pons y Alberto Anchart.
- 1969: Avenida 70 con Dringue Farías, Pepe Biondi, Vicente Rubino, Joe Rigoli y Elizabeth Killian.
- 1970: El Maipo esta Piantao - Teatro Maipo con Nélida Roca, Dringue Farias y las hermanas Norma Pons y Mimí Pons.
- 1971: Nerón vuelve - Teatro El Nacional, con Adolfo Stray, Ethel Rojo, Moria Casán, Marcos Zucker y las hermanas Pons.
- 1971: La revista de Buenos Aires, junto a Tito Lusiardo, Norma Pons, Mimí Pons, Alfredo Barbieri, Pete Martin, Roberto García Ramos, Rafael Carret y Rosana Falasca.
- 1972: Fantástica - Teatro Nacional, con  Zulma Faiad, Vicente Rubino y Rafael Carret.
- 1972: Buenos Aires al verde vivo con José Marrone, Adolfo Stray y Alfredo Barbieri.
- 1973: Stray al Gobierno, Marrone al Poder junto a los grandes capocómicos Adolfo Stray y José Marrone, la cantante Estela Raval y la vedette Silvia Scott.[6]
- 1974: El Maipo es el Maipo y el 74 es Nélida Lobato, con la gran vedette Nélida Lobato, Juan Carlos Calabró y Eber "Calígula" Decibe.
- 1974: Esta sí te va a gustar - Teatro Maipo, junto a Osvaldo Pacheco, Thelma Stefani y Javier Portales.
- 1974: Mar del Plata 100X100 - Teatro Neptuno.
- 1974: Borrón y Maipo nuevo.
- 1975: Chau... verano loco, estrenada en el Teatro Maipo, junto a Jorge Luz, Emilio Vidal, Don Pelele, Carlos Scazziotta, Adriana Parets y Pedro Sombra.
- 1976: Érase una vez en Buenos Aires, con Dringue Farías, Gogó Andreu,  Adriana Parets, Carlos Perciavalle y Mimí Ardú.
- 1977: Borrón y Maipo nuevo, con Osvaldo Pacheco y Alberto Anchart.
- 1980: La visita que no tocó el timbre, con Pablo Alarcón, Juan Carlos Dual y Antonio Grimau.
- 1980: Luz, cámara, humor, con Tristán, Adolfo García Grau y Jorge Luz, entre otros.[7]
- 1983: Sin barreras de humor, con Berugo Carámbula y Andrés Redondo.[8]
- 1984: La revista del paro general, junto con José Marrone, Luisa Albinoni y Bettina Vardé.

En julio de 1974, hizo un espectáculo de café concert que ofrecía por entonces en Buenos Aires junto con los cómicos uruguayos Almada y Espalter.

## Vida privada
En la actualidad se encuentra alejada de los cámaras y se dedica a dar clases de raja yoga ya que es profesora de la Universidad Espiritual Mundial "Brahma Kumaris" fundada en la India en 1937. Se supo casar en tres oportunidades de las cuales en todas ellas culminó en divorcio, una de ellas fue con el actor y director de doblajes Julio Fedel. Algunos rumores la supieron relacionar sentimentalmente con el director Técnico de fútbol César Luis Menotti pero ella era la mujer de su amigo, no de cesar Luis , seguramente por este motivo es la confusión . Es una gran fanática del Club Atlético Huracán.
A lo largo de los años 2000 se dedicó a hacer cátedras sobre su nueva profesión en conferencias como Expresión del alma (2001), Recrear la esperanza (2002), El poder del amor (2004).